# مين (نيويورك)
مين (بالإنجليزية: Maine, New York)‏ هي بلدة أمريكية تقع في الولايات المتحدة في مقاطعة بروم، نيويورك. يقدر عدد سكانها بـ 5,377 نسمة ومساحتها 118.5 كم2 وترتفع عن سطح البحر 422 متر.

## أعلام
- فريدريك تايلور غيتس
- ستيوارت ويلر